# Isaac Bosch i Malagarriga
Isaac Bosch i Malagarriga (Manresa, 24 de març de 1973) és un il·lustrador i escriptor català.
Va estudiar disseny a l'Escola d'Art de Vic on va viure a principis dels anys 90.
A més de la seva faceta d'il·lustrador, escriu contes, guions de còmics, col·labora en revistes, realitza cartells, fotografies i tot allò relacionat amb el disseny gràfic. També ha dut a terme alguns curtmetratges, documentals i ha comissariat exposicions. Moltes de les seves activitats professionals les ha realitzat amb Annabel Sardans.

## Obres

### Obra il·lustrada
- El baber de Sevilla (La Galera, 1998)
- Embolics a la carta (Cruïlla, 2000)
- Com esdevenir un príncep blau en deu lliçons (La Galera, 2000)
- ¿Sueñas, Lola? (La Galera, 2002)
- La carta (La Galera, 2003)
- Qui ha vist l'home dels nassos (La Galera, 2003)
- Cada casa és un món, senyor Brunet! (Col·legi d'Arquitectes de Catalunya, Delegació Bages-Berguedà 2003)
- El rei de les aigües(Combel, 2004)
- Les formigues s'han refredat (Alfaguara, 2004)
- La febre del corall (Cruïlla, 2006)
- El niño que jugaba con ballenas (Cruïlla, 2006)
- La Guerra dels xiclets (La Galera, 2007)
- Els pirates de Lampedusa (Cruïlla, 2008)
- El regal de la Mireia (La Galera, 2008)
- Quins embolics, Miquel (Edicions del Pirata, 2009)
- La bruixa i el gos curt de vista (Edicions del Pirata, 2009)
- Lola, la fada de l'escola (Edicions del Pirata, 2012)

### Còmics
- Travelling, d'Isaac Bosch i David Pla, Banca Mora 1996
- Au Revoir, d'Isaac Bosch, Banca Mora 1998
- L'última carta a Alice (Fundació Caixa Manresa, 1998)

### Llibres
- Qui ha vist l'home dels nassos (La Galera, 2003)
- Cada casa és un món, senyor Brunet! (Col·legi d'Arquitectes de Catalunya, Delegació Bages-Berguedà 2003)
- Redescobrir Vilanova : el valor de la vida i de l'obra de Joan Vilanova i Roset : 1908-1990. (2009)

### Curtsmetratges
- Gènesis tipogràfic, 2006 – curtmetratge d'animació
- L'amie de l'ami de mon ami, 2007 – curtmetratge.

## Premis
Premi Meritxell Banca Mora, en 2 ocasions:
- Travelling, d'Isaac Bosch i David Pla, 1995
- Au Revoir, d'Isaac Bosch, 1997[1]

Premi Ricard Opisso d'historieta gràfica
1998. Isaac Bosch Malagarriga. Urbs.
Premi Injuve, 1999
Premi Mostra’t, de curtmetratges - Manresa 2007
- L'amie de l'ami de mon ami (Isaac Bosch i Annabel Sardans, 2007) – Premi del públic.